# حلوة الشيخ
حلوة الشيخ قرية سورية تتبع ناحية القحطانية منطقة القامشلي محافظة الحسكة شمال شرق سورية، تقع غرب بلدة القحطانية بحدود 7 كلم بلغ عدد سكانها 2130 في إحصاء عام 2004م. تأسست القرية في أوائل القرن العشرين على يد الأغا علي محما شيخ عشيرة حجي سليماني من قبيلة هاروني وكانت القرية تعرف قديما باسم حلوة الشيتية تغير الاسم بعد قدوم الشيخ إبراهيم حقي إليها. 

## الاقتصاد والسكان
بالاضافة للأهمية كمركز ديني وعلمي تُعد قرية حلوة الشيخ قرية زراعية كبيرة نسبيًا، ويعتمد سكانها على زراعة القمح والقطن والخضار وتربية الأغنام. تضم القرية عددًا من الخدمات الأساسية مثل مدرسة ابتدائية، مدرسة ثانوية، وبلدية تشرف على عدة قرى ومزارع تابعة لها. تمر عبر القرية سكة الحديد التي تربط بين مدينتي اليعربية والقامشلي، ما يضفي أهمية إضافية لموقعها.

## الشيخ إبراهيم حقي العلواني
الشيخ إبراهيم حقي العلواني (1893-1963م) شيخ الطريقة النقشبندية في الجزيرة. نقل التكية من قرية حداد إليها وقام ببناء مسجد القرية عام 1937م، كما أنشأ مدرسة دينية لتعليم الفقه الشافعي وقراءة القرآن الكريم للطلبة وتخريج أئمة المساجد (الملالي) لتوزيعهم على قرى المنطقة، وقد تخرّج منها عدد من العلماء ورجال الدين الذين كان لهم حضور علمي وتأثير في المنطقة، ومنهم: 
- الشيخ محمد زكي حقي (1916-1971م)
- الشيخ علوان حقي (1927–1991م)[4]
- الشيخ عدنان حقي (1931-2015م)[4][5][6]
- الشيخ محمد خاشع حقي (1938-2016م)[4]
- الشيخ عبد الله كلال حقي[4]
- الشيخ أحمد معاذ علوان حقي العلواني (1958م)[4][7]